# (4401) Адити
(4401) Адити (санскр. अदिती) — околоземный астероид из группы Амура (III), который был открыт 14 октября 1985 года американским астрономом Кэролин Шумейкер в Паломарской обсерватории и назван в честь ведийского божества Адити, олицетворявшее собой женское начало и высшее воплощение материнства. 

Орбита астероида Адити и его положение в Солнечной системе
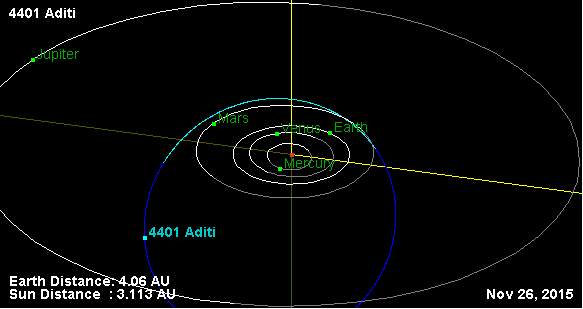
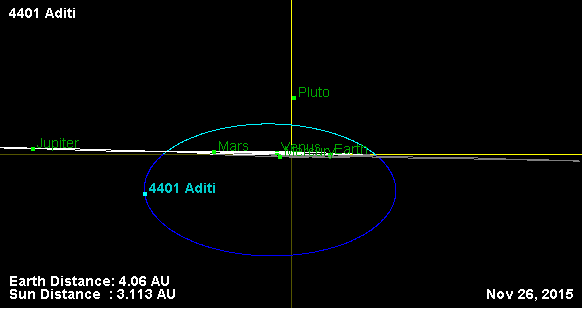
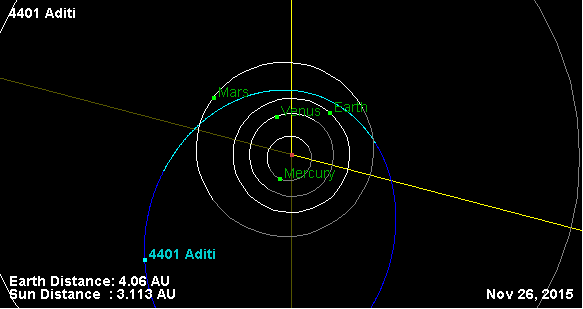